# Bistum Santiago de María
Das Bistum Santiago de María (lateinisch Dioecesis Sancti Iacobi de Maria, spanisch Diócesis de Santiago de María) ist eine in El Salvador gelegene römisch-katholische Diözese mit Sitz in Santiago de María.
Sein Gebiet umfasst das Departamento Usulután sowie die Municipios Ciudad Barrios, Chapeltique, Lolotique und Sesori im Departamento San Miguel.

## Geschichte
Das Bistum Santiago de María wurde am 2. Dezember 1954 durch Papst Pius XII. aus Gebietsabtretungen des Bistums San Miguel errichtet und dem Erzbistum San Salvador als Suffraganbistum unterstellt.

## Bischöfe von Santiago de María
- Francisco José Castro y Ramírez, 1956–1974
- Óscar Romero, 1974–1977, dann Erzbischof von San Salvador
- Arturo Rivera y Damas SDB, 1977–1983, dann Erzbischof von San Salvador
- Rodrigo Orlando Cabrera Cuéllar, 1983–2016
- William Ernesto Iraheta Rivera, seit 2016